# 825 TCN
825 TCN là một năm trong lịch La Mã.